# Lichtbalmot
De lichtbalmot (Anania funebris) is een vlinder uit de familie van de grasmotten (Crambidae). De wetenschappelijke naam van deze soort is voor het eerst voorgesteld als Phalaena (Geometra) funebris door Hans Ström in een publicatie uit 1768.

## Herkenning
De vlinder heeft een spanwijdte tussen de 20 en 23 millimeter. De voorvleugel is zwart, met 2 grote en soms ook 1 kleine witte stip en de achtervleugel is zwart met 2 grote witte stippen. De soort is nauwelijks met een andere soort te verwarren. De vlinders vliegen in juni en juli. De vlinders vliegen overdag, vaak laag over de waardplant.

## Waardplant
De lichtbalmot heeft echte guldenroede (Solidago virgaurea) en verfbrem (Genista tinctoria) als waardplanten. De rupsen leven van juli tot de herfst in een klein webje onder een blad en eten van de bladeren en bloemen van de plant.

## Verspreiding
De lichtbalmot komt verspreid over Europa, Siberië, het noordelijk deel van het Verre Oosten en in Noord-Amerika voor. Het is in Nederland een zeer zeldzame soort. In België komt de soort zeldzaam en zeer lokaal voor, alleen in de drie zuidelijke provincies.

## Ondersoorten
- Anania funebris funebris (Ström, 1768)
- Anania funebris glomeralis (Walker, 1859)
- Anania funebris sabaudialis P. Leraut, 1996